# 23406 Kozlov
23406 Kozlov eller 1977 QO3 är en asteroid i huvudbältet som upptäcktes den 23 augusti 1977 av den rysk-sovjetiske astronomen Nikolaj Tjernych vid Krims astrofysiska observatorium på Krim. Den har fått sitt namn efter den sovjetisk-ryske rymdraketsdesignern Dmitrij Kozlov (1919–2009).
Asteroiden har en diameter på ungefär tre kilometer och den tillhör asteroidgruppen Nysa.